# 河北盛華

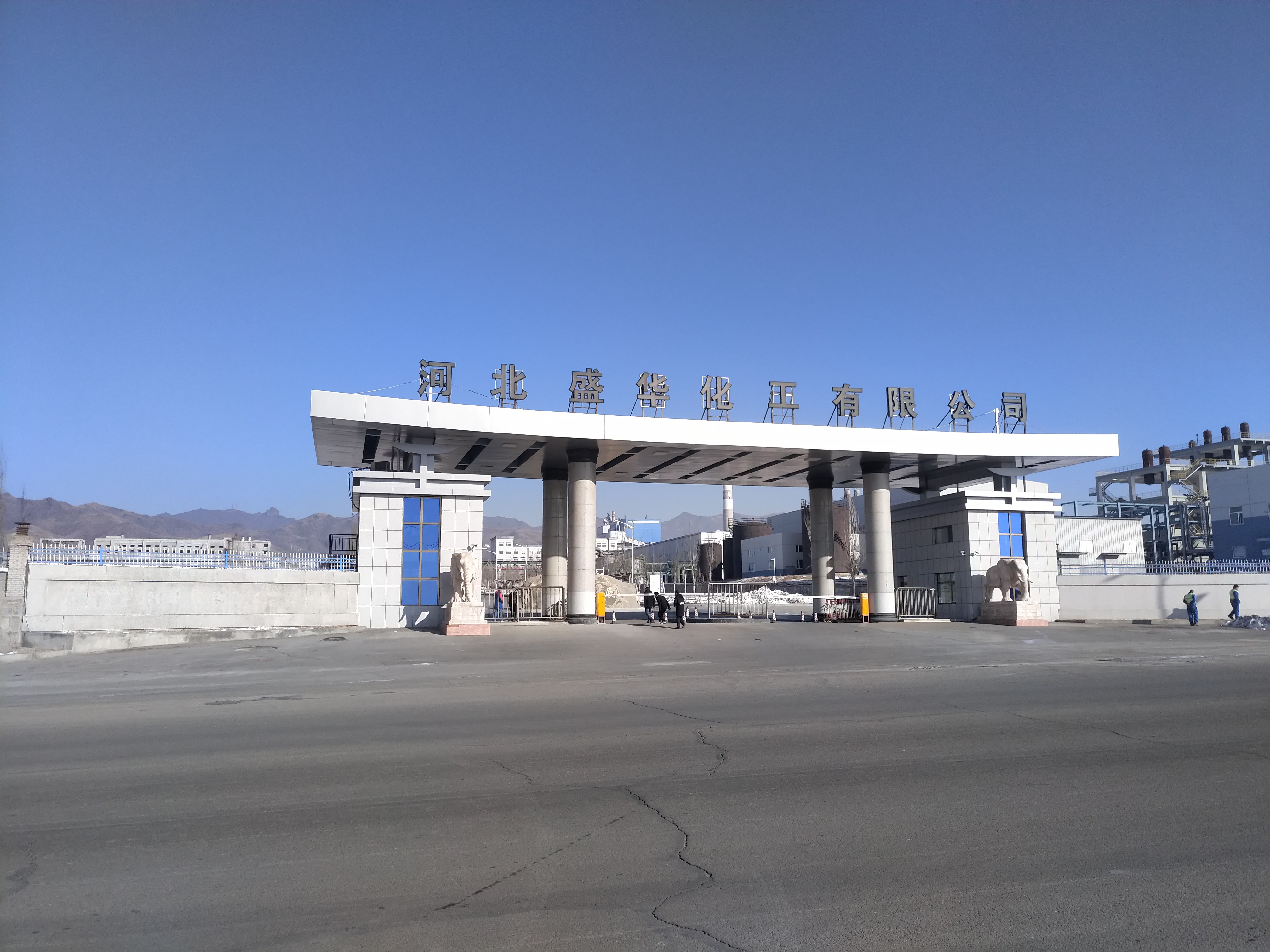
河北盛华化工正门

河北盛華化工有限公司，簡稱河北盛華化工、河北盛華，以及盛華化工（英語：Hebei Shenghua Chemical Company Limited），在1970年9月6日，由當時张家口市革委会批准設立，該公司前身為「张家口市树脂厂」。現時由中國昊華化工集團（中國化工集團公司旗下）全資子公司。
現時業務在中國內地經營生產及銷售聚氯乙烯树脂、烧碱、片碱、液氯、盐酸、氧气、氮气、溶解乙炔、涂釜剂、水处理剂、新型墙体建筑材料、塑料板材、印刷制品和文体用品。
董事長及總經理為刘文献。總部位於中國河北省张家口市桥东区盛华东大街10号。
2018年11月28日凌晨，中国化工集团河北盛华化工有限公司发生氯乙烯泄露爆燃事故。

## 連結
- hhsh.chemchina.com （页面存档备份，存于）